# 韩国期货交易所
韩国期货交易所（简称KOFEX）是位于韩国釜山广域市的综合性期货、期权交易所，成立于1999年。2004年1月，所有韓國綜合股價指數指數期貨及期权交易從韓國證券交易所（KSE）移轉至韩国期货交易所（KOFEX），此一舉措在一夜之間將其從世界排名第37成為世界上最活躍的衍生性金融商品市場。
2005年1月19日，韩国政府将韩国期货交易所（KOFEX）与韩国证券交易所（KSE）和韩国创业板市场（KOSDAQ）合并成为韩国交易所（KRX）。

## 历史
1987年全球股灾之后，韩国决定建立自己的期货市场。1996年6月，《期货交易法》在韩国颁布。同年12月成立期货交易所筹建工作组。由于受到随后亚洲金融危机的影响，韩国国会于1998年1月13日和1999年2月1日对《期货交易法》进行了两次修改。1999年2月，韩国期货交易所（KOFEX）在釜山正式成立。新成立的期货交易所当年就推出了美元期货及期权、CD利率期货、国债期货，黄金期货。
1996年5月3日，韩国期货交易所开始推出KOSPI200指数期货交易。次年6月又推出了KOSPI200指数期权交易。2005年1月19日，韩国政府将韩国期货交易所（KOFEX）与韩国证券交易所（KSE）和韩国创业板市场（KOSDAQ）合并成为韩国交易所（KRX）。

## 交易品种
- KOSPI200期货及期权：以韩国交易所200支股票的指数为交易对象。[7]
- STAR指数期货：KOSDAQ市场30个品种组成类型后，以STAR指数为交易对象的商品。[7]
- 个别股票期权：以流通股1000万股以上，小额股东10000名以上，年总交易额5000亿韩元以上的精选普通股为交易对象。[8]
- 债券及利息产品：以韩国3年、5年国债，韩国银行发行的364天通货安全证券为交易对象。[9]
- 外币：外汇期货 [10]
- 货物商品：黄金期货[11]